# Stanislav Lieskovský
Stanislav Lieskovský, né le 5 novembre 1964 à Považská Bystrica et mort le 9 décembre 2018 à Kinshasa, était un joueur de football slovaque, évoluant au poste de milieu de terrain. Après sa carrière active, il a travaillé comme entraîneur.

## Carrière
Stanislav Lieskovsky a joué pour ZVL Považská Bystrica, Sparta Prague, RH Cheb, DAC Dunajská Streda, FC Švarc Benesov, ZTS Dubnica. Il a également servi dans Beitar Jérusalem FC, Chemlonu de Humenné, FC Nitra, le FC Portail Pribram et dans le bas-niveau des compétitions en Allemagne et en Autriche. Il a joué 130 rencontres de championnat en Tchécoslovaque puis République tchèque, inscrivant cinq buts. Il dispute également quatre matchs de coupes d'Europe, en Ligue des champions. Il remporte deux éditions du championnat de Tchécoslovaquie, en 1984-1985 et 1988 en tant que joueur du Sparta Prague. 
Il a travaillé comme entraîneur dans plusieurs pays. En 2013 il a été interdit en Malaisie pour des accusations de corruption. Il a été entraîneur adjoint du DAC pendant la saison 2006-2007, mais il a également travaillé pour l'équipe des jeunes de Dunaszerdahely. Il est décédé le 9 décembre 2018 en République démocratique du Congo  des suites du paludisme,.

## Statistiques
| Saison    | Matchs joués | Buts | Club                |
| --------- | ------------ | ---- | ------------------- |
| 1984-1985 | 5            | 0    | Sparta Prague       |
| 1985-1986 | 20           | 1    | RH Cheb             |
| 1986-1987 | 24           | 1    | RH Cheb             |
| 1987-1988 | 12           | 0    | Sparta Prague       |
| 1988-1989 | 15           | 1    | DAC Dunajská Streda |
| 1989-1990 | 13           | 0    | DAC Dunajská Streda |
| 1990-91   | 12           | 1    | DAC Dunajská Streda |
| 1992-93   | 19           | 0    | DAC Dunajská Streda |
| 1994-1995 | 10           | 0    | FC Švarc Benešov    |
| 1995-1996 | 17           | 0    | FC Portal Příbram   |
| Total     | 130          | 4    |                     |

## Palmarès
- Champion du championnat de Tchécoslovaquie à deux reprises avec le Sparta Prague :
  - 1984-1985 et 1987-1988.